# 12614 Hokusai
12614 Hokusai là một tiểu hành tinh vành đai chính với chu kỳ quỹ đạo là 1179.1170509 ngày (3.23 năm).
Nó được phát hiện ngày 24 tháng 9 năm 1960.